# Bentley Brooklands Coupé
O Bentley Brooklands Coupé é uma versão cupê de duas portas do conversível Bentley Azure (ele próprio relacionado ao Bentley Arnage). Como um carro montado à mão, feito em números muito pequenos, empregando técnicas tradicionais de construção de carrocerias e habilidades artesanais em madeira e couro, o Brooklands Coupé é o verdadeiro sucessor dos descontinuados Bentley Continental R e T. A produção vitalícia foi limitada a 550 carros, e as entregas começaram no primeiro semestre de 2008, com o carro sendo descontinuado três anos depois.
O Brooklands é equipado com um motor Rolls-Royce biturbo OHV V8 de 6,75 litros, produzindo 530 hp e 1.050 N⋅m, o maior torque já desenvolvido por um motor V8 de produção usando gasolina (há V8s a diesel produzindo mais). Foi destaque no Top Gear na série 11 por Jeremy Clarkson, e devido ao carro ter tanto torque, um dos pneus do carro estourou durante um deslizamento de força após direção agressiva prolongada com seu controle de tração desligado. Ele pode atingir 0 a 97 km/h em cerca de 5,0 segundos e uma velocidade máxima na região de 296 km/h. Com um sistema de freio composto de cerâmica de carboneto de silício reforçado com fibra de carbono (C/SiC) opcional com discos de freio de carbono SGL de 14 polegadas (apenas com rodas de 20 polegadas), o novo Brooklands ofereceu mais poder de parada do que qualquer outro veículo de passageiros disponível para compra. Este cupê não tem um pilar "B".
Quando foi descontinuado em 2011, marcou o fim da última plataforma Rolls-Royce Crewe, concluindo a história do antigo Rolls-Royce.
Especificações:
- Potência motriz nominal máxima: 530 hp[4] a 4.000 rpm
- Torque máximo: 1.050 N⋅m a 3.250 rpm
- 0 a 100 km/h: 5,3 segundos
- Velocidade máxima: 296 km/h[4]

## Galeria
- Vista dianteira
- Vista traseira